# Moissei Iwanowitsch Karpenko

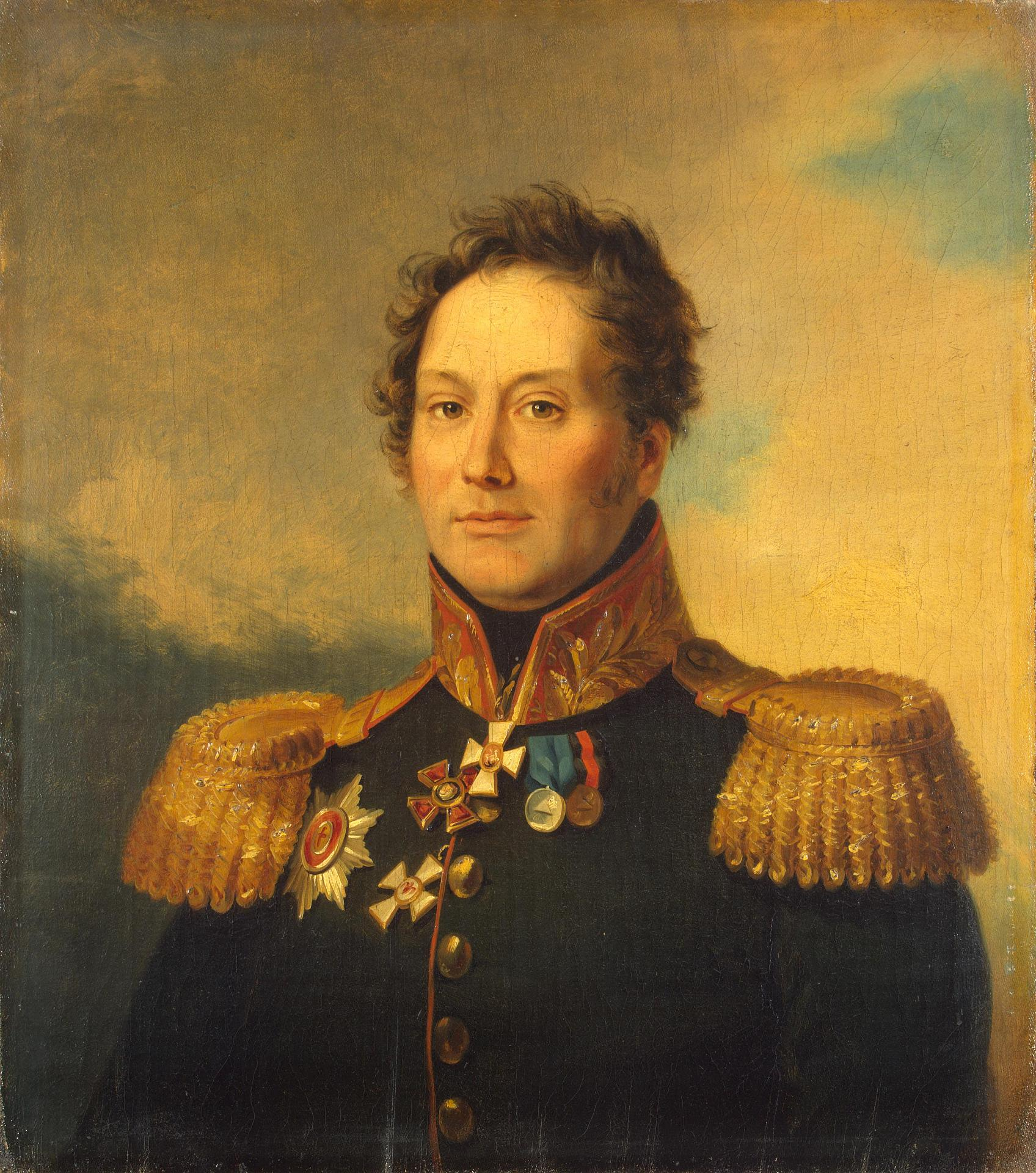
Moissei Iwanowitsch Karpenko

Moissei Iwanowitsch Karpenko (russisch Моисей Иванович Карпенко; * 28. Augustjul. / 8. September 1775greg. in Burinowo, Gouvernement Kaluga; † 4. Augustjul. / 16. August 1854greg. ebenda) war ein Generalleutnant der russischen Armee.

## Leben
Karpenko entstammte einer russischen Adelsfamilie.
1790 trat er in Moskau in den Dienst der russischen Armee bei einem Grenadier Regiment. Er nahm 1792 am Russisch-Polnischen Krieg und 1794 am Kościuszko-Aufstand teil. Am 3. Oktober 1794 wurde er zum Fähnrich befördert. Des Weiteren nahm er am Vierten Koalitionskrieg und dem Russisch-Schwedischen Krieg teil. Am 27. Februar 1809 wurde ihm der Orden des Heiligen Georg IV. Klasse verliehen.
Am 11. September 1809 wurde er zum Oberst befördert, bekam am 24. April 1810 das Kommando über das 26. Jäger Regiment und wurde am 31. Oktober 1810 Chef des 1. Jäger Regiments.
Während Napoleons Russlandfeldzuges 1812  hatte er das Kommando über die 3. Brigade der 11. Division des 4. Armeekorps und nahm an der Schlacht um Smolensk teil. In der Schlacht bei Borodino wurde er verwundet, konnte aber noch an der Schlacht bei Tarutino und der Schlacht bei Smoljany teilnehmen. Für seine Verdienste wurde er am 3. Dezember 1812 zum Generalmajor befördert.
Im Frühjahrsfeldzug der Befreiungskriege 1813 wurde er in der Schlacht bei Bautzen erneut verwundet und wurde mit dem preußischen Roten Adlerorden II. Klasse so wie am 10. November 1813 mit dem Orden des Heiligen Georg III. Klasse ausgezeichnet.
In der Völkerschlacht bei Leipzig war er Kommandeur der 1. Brigade der 11. Infanteriedivision im 8. Corps von Guillaume Emmanuel Guignard de Saint-Priest.
1816 führte er die 3. Brigade der 1. Grenadier-Division und ab 18. Januar 1816 war er Kommandeur der 3. Brigade der 5. Division.
Am 17. Dezember 1816 wurde er aus der Armee entlassen aber am 11. September 1839, trotz seines Alters von 64 Jahren, wieder in Dienst gestellt und zum Generalleutnant befördert. Ihm wurde am 18. Dezember 1840 das Kommando über die 2. Infanterie-Division übertragen. 1844 wurde er Kommandant der Festung Samostje und im April 1849 Generalauditor der Armee. 1851 wurde er aus gesundheitlichen Gründen aus der Armee entlassen und verbrachte die letzten drei Jahre in Burinowo, wo er 1854 starb und beerdigt wurde.

## Weitere Auszeichnungen
- Orden des Heiligen Wladimir
- Russischer Orden der Heiligen Anna